# Zygfryd Szołtysik
Zygfryd Szołtysik (* 24. říjen 1942, Sucha Góra) je bývalý polský fotbalista, záložník.

## Fotbalová kariéra
Hrál v polské nejvyšší soutěži za Górnik Zabrze. Nastoupil v 393 ligových utkáních a dal 89 ligových gólů. S Górnikem Zabrze získal sedmkrát mistrovský titul a šestkrát vyhrál pohár. V Poháru mistrů evropských zemí nastoupil ve 26 utkáních a dal 7 gólů, v Poháru vítězů pohárů nastoupil v 16 utkáních a dal 3 góly a v Poháru UEFA nastoupil ve 4 utkáních. V sezóně 1974/75 hrál francouzskou Ligue 2 za Valenciennes FC. Za polskou reprezentaci nastoupil v letech 1963-1972 ve 46 utkáních a dal 10 gólů. V roce 1972 byl členem vítězného polského týmu na olympiádě 1972, nastoupil v 5 utkáních a dal 1 gól.

## Ligová bilance
| Ročník              | Zápasy | Góly | Klub            |
| ------------------- | ------ | ---- | --------------- |
| Ekstraklasa 1962/63 | 33     | 15   | Górnik Zabrze   |
| Ekstraklasa 1963/64 | 22     | 6    | Górnik Zabrze   |
| Ekstraklasa 1964/65 | 23     | 7    | Górnik Zabrze   |
| Ekstraklasa 1965/66 | 26     | 7    | Górnik Zabrze   |
| Ekstraklasa 1966/67 | 26     | 8    | Górnik Zabrze   |
| Ekstraklasa 1967/68 | 24     | 7    | Górnik Zabrze   |
| Ekstraklasa 1968/69 | 26     | 5    | Górnik Zabrze   |
| Ekstraklasa 1969/70 | 25     | 3    | Górnik Zabrze   |
| Ekstraklasa 1970/71 | 25     | 3    | Górnik Zabrze   |
| Ekstraklasa 1971/72 | 26     | 7    | Górnik Zabrze   |
| Ekstraklasa 1972/73 | 24     | 1    | Górnik Zabrze   |
| Ekstraklasa 1973/74 | 27     | 4    | Górnik Zabrze   |
| Ligue 2 1974/75     | 25     | 2    | Valenciennes FC |
| Ekstraklasa 1975/76 | 28     | 3    | Górnik Zabrze   |
| Ekstraklasa 1976/77 | 30     | 3    | Górnik Zabrze   |
| Ekstraklasa 1977/78 | 28     | 5    | Górnik Zabrze   |
| CELKEM Ekstraklasa  | 393    | 89   |                 |